# Maison (31 rue Briçonnet, Tours)
La maison, 31 rue Briçonnet est une ancienne maison en pierre de taille dans la ville de Tours, dans le département français d'Indre-et-Loire.
Sa principale campagne de construction remonte au XIIIe siècle. Ses façades, ses toitures, un escalier intérieur et une salle voûtée sont inscrits comme monuments historiques en 1965.

## Localisation
La maison est située dans le Vieux-Tours, dans la rue Briçonnet. Cette voie nord-sud est l'une de celles qui relient, au Moyen Âge, le secteur de la basilique Saint-Martin à la Loire. L'édifice se trouve en outre presque face à l'ancienne église Saint-Pierre-le-Puellier.

## Histoire
La maison date principalement du XIIIe siècle — il s'agit de l'un des rares édifices de cette époque préservés en ville — mais elle est agrandie au siècle suivant puis séparée de sa voisine, au no 29 de la même rue, au XVe siècle.
Les façades, Les toitures, un escalier intérieur et une salle voûtée sont inscrits comme monuments historiques par arrêté du 5 juillet 1965.
L'édifice est restauré dans les années 1970.

## Description
Cette maison comporte deux étages et un comble au-dessus du rez-de-chaussée, qui lui même surmonte de vastes caves.
La façade orientale, sur rue, présente au premier étage une succession de cinq arceaux en tiers-point dont les deux extrêmes sont plus étroits. La façade occidentale, sur cour, est refaite au XVe siècle. La grande salle du rez-de-chaussée, partiellement cloisonnée dans un second temps, est voûtée en croisée d'ogives.
Cette maison a peut-être été une dépendance de Saint-Pierre-le-Puellier, abritant au rez-de-chaussée la salle capitulaire.

## Pour en savoir plus